# Children's Health Insurance Program
Le programme d'assurance maladie pour enfants Children's Health Insurance Program (CHIP) – anciennement connu sous le nom de programme d'assurance maladie pour enfants de l'État (State Children's Health Insurance Program, SCHIP) – est un programme administré par le ministère de la Santé et des Services sociaux des États-Unis qui fournit des fonds de contrepartie aux États pour l'assurance maladie des familles avec enfants. Le programme a été conçu pour couvrir les enfants non assurés issus de familles aux revenus modestes mais trop élevés pour être admissibles à Medicaid. Le programme a été adopté dans le cadre de la loi sur l'équilibre budgétaire de 1997, et l'autorité statutaire pour le CHIP relève du titre XXI de la loi sur la sécurité sociale.
Le CHIP a été formulé à la suite de l'échec de la proposition globale de réforme des soins de santé du président Bill Clinton. Créée par la Première Dame Hillary Clinton à la suite de l'échec de l'adoption de son travail de réforme des soins de santé, cette législation visant à créer le CHIP a été co-parrainée par le sénateur démocrate Ted Kennedy et le sénateur républicain Orrin Hatch. Malgré l'opposition de certains conservateurs, le SCHIP a été inclus dans la loi sur l'équilibre budgétaire de 1997, que le président Bill Clinton a promulguée en août 1997. Au moment de sa création, le SCHIP représentait la plus grande expansion de la couverture d'assurance maladie pour les enfants financée par les contribuables dans le monde. Aux États-Unis depuis la création de Medicaid en 1965. La loi de 2009 sur la réautorisation de l'assurance maladie pour enfants a étendu le CHIP et élargi le programme pour couvrir 4 millions d'enfants et de femmes enceintes supplémentaires, et la loi budgétaire bipartite de 2018 a prolongé l'autorisation du CHIP jusqu'en 2027.
Le CHIP a été conçu comme un partenariat entre État fédéral et États similaire à Medicaid ; les programmes sont gérés par les différents États conformément aux exigences fixées par les centres fédéraux pour les services Medicare et Medicaid. Les États disposent d'une certaine flexibilité dans la conception de leurs politiques CHIP dans le cadre de grandes directives fédérales, ce qui entraîne des variations en termes d'éligibilité, d'avantages et d'administration selon les États. De nombreux États passent des contrats avec des entreprises privées pour administrer certaines parties de leurs prestations CHIP. Certains États ont reçu l'autorisation d'utiliser les fonds du CHIP pour couvrir certains adultes, notamment les femmes enceintes et les parents d'enfants bénéficiant à la fois des prestations du CHIP et de Medicaid.
Le CHIP a couvert 7,6 millions d'enfants au cours de l'exercice fédéral 2010, et chaque État dispose d'un plan approuvé. Néanmoins, le nombre d'enfants non assurés a continué d'augmenter après 1997, particulièrement parmi les familles qui n'étaient pas admissibles au CHIP. Une étude d'octobre 2007 réalisée par le groupe de recherche Vimo a révélé que 68,7 pour cent des enfants nouvellement non assurés appartenaient à des familles dont les revenus étaient 200 pour cent du niveau de pauvreté fédéral ou plus, car de plus en plus d'employeurs ont abandonné les personnes à charge ou ont complètement abandonné la couverture en raison du fait que les primes annuelles ont presque doublé entre 2000 et 2006. Une étude réalisée en 2007 par des chercheurs de l'Université Brigham Young et de l'État de l'Arizona a révélé que les enfants qui abandonnent le CHIP coûtent plus cher à leur État en raison du recours accru aux soins d'urgence. Une enquête de 2018 sur les recherches existantes a noté que la disponibilité de « la couverture CHIP pour les enfants a conduit à des améliorations de l'accès aux soins de santé et à des améliorations de la santé à la fois à court et à long terme. »
Il n’en demeure pas moins que le SCHIP a couvert des millions d’enfants à faible revenu qui, autrement, n’auraient pas eu accès aux soins de santé depuis 1997.

## Histoire
Le programme d'assurance maladie pour enfants est le fruit d'années de travail au Congrès américain pour améliorer la couverture santé des Américains. Près d'une décennie auparavant, la Commission bipartite américaine sur les soins de santé complets avait été créée en 1989 et chargée de recommander « une action législative pour garantir une couverture pour tous les Américains ». La commission, rebaptisée Pepper Commission en l'honneur de son créateur et premier président, le représentant Claude Pepper (Démocrate de Floride), a élaboré un plan pour parvenir à une couverture universelle. Compte tenu des défis d'une réforme globale de la santé, le gouverneur Jay Rockefeller, qui a été élu président après le décès du représentant Pepper, a souligné son engagement à poursuivre l'action législative non seulement sur l'ensemble complet des recommandations de la commission, mais également sur un « acompte » – pour élargir le public. une couverture santé immédiate pour les enfants et les femmes enceintes, conformément aux principes avancés par la commission. La législation garantirait une couverture d'assurance publique via Medicaid pour chaque enfant américain vivant dans la pauvreté et compenserait le coût des améliorations en doublant la taxe d'accise fédérale sur les cigarettes.
Peu de temps après son élection en 1992, le président Bill Clinton a réuni un groupe de travail chargé de rédiger un projet de loi complet sur la réforme de la santé, et il a travaillé avec le Congrès pour introduire la loi sur la sécurité sanitaire (HSA) en novembre 1993. Elle comprenait des dispositions telles que la couverture sanitaire universelle et un accès aux soins de santé de base. ensemble d'avantages sociaux, réforme de l'assurance maladie et choix des consommateurs en matière de plans de santé.
Après l'échec de la HSA à l'automne 1994, les dirigeants du Congrès et l'administration ont reconnu la nécessité d'une approche progressive et bipartite de la réforme des soins de santé. Le sénateur Jay Rockefeller a continué de plaider en faveur d'une couverture élargie pour les enfants. Il a fait référence à un amendement visant à accélérer la couverture des enfants et des femmes enceintes, proposé lors de la révision de la réforme des soins de santé par la commission sénatoriale des finances, qui a été adopté par une majorité bipartite de 12 voix contre 8, comme preuve qu'il existait un soutien bipartisan en faveur de l'assistance aux enfants. Il a également ajouté que l'élargissement de la couverture pour les enfants était essentiel à la réforme du système de protection sociale afin « d'éviter aux familles de devoir renoncer à l'aide sociale pour pouvoir prétendre à Medicaid ».
L'accord budgétaire bipartisan de 1996 a entraîné des réductions nettes des dépenses fédérales Medicaid sur une période de cinq ans, mais prévoyait des dépenses supplémentaires de 16 milliards de dollars pour les soins de santé des enfants sur la même période. Cependant, il n'a pas fourni de détails sur la manière dont cet argent serait dépensé. En 1997, plusieurs membres du Congrès ont présenté des projets de loi visant à couvrir les enfants non assurés en utilisant ces 16 milliards de dollars, et les deux propositions les plus populaires étaient la proposition Chafee-Rockefeller et la proposition Kennedy-Hatch.
Le sénateur Ted Kennedy, président du Comité sénatorial de la santé, de l'éducation, du travail et des pensions (HELP), a été intrigué par un régime d'assurance maladie pour enfants dans le Massachusetts adopté en 1996 et a rencontré un directeur de la pédiatrie du Boston Medical Center et un État du Massachusetts. législateur pour discuter de la faisabilité d'une initiative nationale. Kennedy envisageait également d'utiliser une augmentation des taxes sur le tabac comme moyen de financer l'extension de la couverture. Ainsi, en octobre 1996, Kennedy a présenté un projet de loi visant à fournir une couverture de soins de santé aux enfants des travailleurs pauvres, qui serait financée par une augmentation des taxes de 75 cents par paquet de cigarettes.
Kennedy a amené le sénateur républicain Orrin Hatch à participer au projet de loi en tant que co-parrain. Kennedy et Hatch avaient déjà travaillé ensemble comme un « couple étrange » au Sénat, et Hatch a déclaré ici que « les enfants sont terriblement blessés et peut-être marqués pour le reste de leur vie » et que « en tant que nation, en tant que société, nous ont la responsabilité morale » de fournir une couverture. Le rôle de Hatch rendrait furieux certains collègues républicains et commentateurs conservateurs.
Le 8 avril 1997, les sénateurs Kennedy et Hatch ont présenté l'article 525, le « Child Health Insurance and Lower Deficit Act (CHILD) ». Cette législation a modifié la Public Health Service Act pour créer un nouveau programme de subventions permettant aux États d'acheter des médicaments privés. L'assurance maladie pour les enfants a été proposée. Il proposait de lever 30 milliards de dollars sur 5 ans en augmentant la taxe sur le tabac, dont 20 milliards de dollars seraient consacrés à une couverture élargie pour les enfants dans le cadre d'une approche de subvention globale et 10 milliards de dollars pour la réduction du déficit ont été renvoyés au Sénat sur l'éducation sanitaire. Commission du travail et des retraites (HELP). Des auditions ont eu lieu sur le projet de loi au sein de la commission HELP, mais la législation visant à étendre la couverture des enfants n'a jamais été mise en œuvre au sein de la commission HELP.
Le 30 avril 1997, les sénateurs John Chafee (R-RI) et Jay Rockefeller (D-WVa.) ont présenté le S. 674, un projet de loi visant à modifier le titre XIX de la loi sur la sécurité sociale « afin d'étendre la couverture santé des enfants à faible revenu et des femmes enceintes ». femmes et de fournir des fonds pour promouvoir les efforts de sensibilisation visant à inscrire les enfants éligibles. (R-NJ).
Pendant ce temps, en décembre 1996, la Première Dame Hillary Rodham Clinton a examiné plusieurs initiatives possibles et a décidé d'étendre l'assurance maladie aux enfants qui n'en avaient pas, était la meilleure solution, d'autant plus que l'accent mis sur les enfants serait politiquement populaire. Cela avait des précédents sous l'administration Clinton : une variante différente de cette approche, baptisée « Les enfants d'abord », avait été envisagée comme plan de secours lors des réunions initiales du Groupe de travail sur la réforme nationale des soins de santé en 1993. De plus, Hillary Clinton avait discuté d'un programme de type SCHIP avec un coordinateur de la politique de santé de la Maison Blanche à l'époque où son plan de soins de santé à part entière avait subi un échec politique.
La nouvelle initiative a été proposée lors du discours sur l'état de l'Union de Bill Clinton en janvier 1997, avec l'objectif déclaré de couvrir jusqu'à cinq millions d'enfants. Kennedy a continué à rédiger une grande partie du projet de loi, utilisant l'augmentation des taxes sur le tabac pour payer le prix de 20 milliards de dollars. En mars 1997, Kennedy a fait participer le sénateur républicain Orrin Hatch au projet de loi en tant que co-parrain ; Kennedy et Hatch avaient déjà travaillé ensemble comme un « couple étrange » au Sénat, et Hatch a déclaré ici que « les enfants sont terriblement blessés et peut-être marqués pour le reste de leur vie » et que « en tant que nation, en tant que société, nous avoir la responsabilité morale » de fournir une couverture. Le rôle de Hatch rendrait furieux certains collègues républicains et commentateurs conservateurs. La Première Dame n'a pas tenu de conférences de presse ni témoigné devant le Congrès en faveur du projet de loi.
Une première objection des Républicains au Sénat était que la proposition de payer les services en augmentant la taxe fédérale sur les cigarettes, de 24 cents le paquet à 67 cents le paquet, ignorait la conséquence probable d'une diminution de la vente des produits du tabac et d'une diminution des recettes fiscales. sont de plus en plus en deçà de ceux nécessaires pour financer l'expansion des prestations. Kennedy et Hatch se sont moqués de cette objection, le premier déclarant : « Si nous pouvons garder les gens en bonne santé et les empêcher de mourir, je pense que la plupart des Américains diraient « Amen ; n'est-ce pas un excellent résultat ? » Si moins de gens fument, les États économiseront bien plus en coûts de santé qu’ils ne perdront en revenus de la taxe sur les cigarettes. » Les républicains ont également critiqué le projet de loi en le qualifiant de programme de prestations à durée indéterminée, bien qu’il ait été structuré comme une subvention globale. plutôt qu'un droit ; Le chef de la majorité sénatoriale, Trent Lott, a été l'un des premiers opposants à la mesure, la qualifiant de « grand programme gouvernemental » qui ne serait pas adopté.
Des pressions étaient exercées pour réduire le montant des subventions impliquées, avec un compromis possible de 16 milliards de dollars ; Hillary Clinton a plutôt plaidé pour 24 milliards de dollars. L'administration Clinton avait conclu un accord avec les dirigeants républicains du Congrès qui lui interdisait de soutenir tout amendement à la résolution budgétaire. Le 22 mai, cela a été fait, la modification nécessaire de la taxe sur les cigarettes étant rejetée par une marge de 55 à 45. mais Kennedy en fut surpris et irrité, considérant cela comme une trahison et affirmant que ses appels à Bill Clinton et au vice-président Al Gore n'avaient pas été retournés. Hatch était également bouleversé, affirmant que Lott avait peut-être bluffé et que « je pense que le président et les gens de la Maison Blanche ont cédé ici ».
Kennedy n'a pas renoncé à cette mesure, déclarant : « Nous la proposerons encore et encore jusqu'à ce que nous l'emportions. Il est plus important de protéger les enfants que de protéger l'industrie du tabac. » Bill et Hillary Clinton ont tous deux plaidé en faveur de l'inclusion des enfants. l'assurance maladie dans la législation ultérieure. Le projet de loi a en effet été relancé par Kennedy et Hatch un mois après sa défaite initiale. Des organisations allant du Fonds de défense des enfants aux Girl Scouts of the USA ont fait pression pour son adoption, exerçant une pression publique sur le Congrès ; Kennedy a exhorté Clinton à user de son influence au sein de la Maison Blanche. Le SCHIP a ensuite été adopté et promulgué par Bill Clinton le 5 août 1997, dans le cadre de la loi sur l'équilibre budgétaire de 1997, pour entrer en vigueur le mois suivant. Lors d'une conférence de presse après la signature, Kennedy a remercié Hatch, le chef de la minorité sénatoriale Tom Daschle, la directrice du Fonds de défense des enfants Marian Wright Edelman, Bill Clinton et Hillary Clinton. À propos de ce dernier point, Kennedy a déclaré : « Mme Clinton... a été d'une aide inestimable, à la fois dans l'élaboration et la mise en forme du programme et aussi en tant que fervente défenseure. »
Le CHIP est situé au titre IV, sous-titre J de H.R. 2015 [105e] Loi sur l'équilibre budgétaire de 1997. H.R. 2015 a été introduit et parrainé par le représentant John Kasich [R-OH] sans coparrains. Le 25 juin 1997, H.R. 2015 a adopté la liste de vote no 241 de la Chambre, principalement parmi les lignes partisanes, 270 pour et 162 contre, la plupart des démocrates de la Chambre des représentants étant dans l'opposition. Le même jour, le projet de loi a été adopté au Sénat, avec un amendement de substitution, par consentement unanime. Après une conférence entre la Chambre et le Sénat, l'adoption à la Chambre (Roll #345 : 346-85) et au Sénat (Roll #209 : 85-15) du remplacement de la conférence est devenue plus bipartite.

## Administration étatique
Comme Medicaid, le CHIP relève d'un partenariat entre les gouvernements fédéral et étatique. Les programmes sont gérés par les différents États conformément aux exigences fixées par les centres fédéraux de services Medicare et Medicaid. Les États peuvent concevoir leurs programmes CHIP comme un programme indépendant distinct de Medicaid (programmes de santé infantile distincts), utiliser les fonds CHIP pour étendre leur programme Medicaid (programmes d'expansion CHIP Medicaid) ou combiner ces approches (programmes combinés CHIP). Les États reçoivent des fonds fédéraux améliorés pour leurs programmes CHIP à un taux supérieur à la contrepartie régulière de Medicaid.
En février 1999, 47 États avaient mis en place des programmes CHIP, mais il a fallu des efforts pour inscrire les enfants. Ce mois-là, l'administration Clinton a lancé la campagne « Insure Kids Now », conçue pour inscrire davantage d'enfants ; la campagne tomberait sous l'égide de la Health Resources and Services Administration. En avril 1999, environ un million d'enfants étaient inscrits et l'administration Clinton s'était fixé pour objectif de porter ce chiffre à 2,5 millions d'ici l'an 2000.
Les États dotés de programmes distincts de santé infantile suivent les réglementations décrites dans la section 42 du Code of Federal Regulators, section 457. Les programmes distincts de santé infantile ont beaucoup plus de flexibilité que les programmes Medicaid. Des programmes distincts peuvent imposer le partage des coûts, adapter leurs avantages sociaux et faire preuve d'une grande flexibilité en matière d'éligibilité et d'inscription. Les limites de cette flexibilité sont décrites dans la réglementation, et les États doivent décrire les caractéristiques de leur programme dans leurs plans nationaux CHIP. Sur 50 gouverneurs d'État, 43 soutiennent le renouvellement du CHIP. Certains États ont recours à des sociétés privées pour administrer une partie de leurs prestations CHIP. Ces programmes, généralement appelés soins gérés Medicaid, permettent aux compagnies d'assurance privées ou aux organismes de maintenance de la santé de conclure un contrat directement avec un service Medicaid de l'État à un prix fixe par inscrit. Les régimes de santé inscrivent ensuite les personnes éligibles dans leurs programmes et deviennent responsables de garantir que les prestations CHIP soient versées aux bénéficiaires éligibles.
Dans l'Ohio, les fonds CHIP sont utilisés pour élargir l'éligibilité au programme Medicaid de l'État. Ainsi, toutes les règles et réglementations de Medicaid (y compris le partage des coûts et les avantages) s’appliquent. Les enfants de la naissance à 18 ans qui vivent dans des familles dont les revenus sont supérieurs aux seuils Medicaid en 1996 et jusqu'à 200 % du niveau de pauvreté fédéral sont éligibles au programme d'expansion CHIP Medicaid. En 2008, le revenu annuel maximum nécessaire pour qu'une famille de quatre personnes se situe à 100 % des lignes directrices fédérales en matière de pauvreté était de 21 200 $, tandis que 200 % des lignes directrices en matière de pauvreté étaient de 42 400 $.
D'autres États ont des directives CHIP similaires, certains États étant plus généreux ou plus restrictifs quant au nombre d'enfants qu'ils autorisent à participer au programme. À l’exception de l’Alaska, de l’Idaho, du Dakota du Nord et de l’Oklahoma, tous les États ont un seuil minimum de couverture à 200 % des lignes directrices fédérales en matière de pauvreté. Les programmes d'expansion CHIP Medicaid utilisent généralement les mêmes noms pour les programmes d'expansion et Medicaid. Les programmes distincts de santé infantile portent généralement des noms différents pour leurs programmes. Quelques États appellent également le programme CHIP par le terme « Programme d'assurance maladie pour enfants » (CHIP).
Les États sont autorisés à utiliser les fonds Medicaid et CHIP pour des programmes d'assistance aux primes qui aident les personnes éligibles à souscrire une assurance maladie privée. En 2008, relativement peu d'États disposaient de programmes d'assistance aux primes et les inscriptions étaient relativement faibles. L'intérêt pour cette approche est toutefois resté élevé.
En août 2007, l'administration Bush a annoncé une règle obligeant les États (à compter d'août 2008) à inscrire 95 % des familles avec enfants gagnant 200 % du seuil de pauvreté fédéral, avant d'utiliser les fonds pour servir les familles gagnant plus de 250 % du seuil de pauvreté fédéral. niveau de pauvreté fédéral. Le gouvernement fédéral a déclaré que 9 des 17 États offrant des prestations aux familles aux revenus plus élevés étaient déjà en conformité. Les opposants à cette règle ont fait valoir que l'inscription des familles à revenus plus élevés rend les familles à faible revenu plus susceptibles de s'inscrire, et que la règle était incompassible envers les enfants qui, autrement, se retrouveraient sans assurance médicale.

## Conditions d'éligibilité au CHIP
Les enfants de moins de 19 ans issus de familles dont les revenus sont trop élevés pour Medicaid mais inférieurs à 200 % à 300 % du niveau de pauvreté fédéral (FPL) sont généralement éligibles au CHIP. Les exigences de revenu exactes peuvent varier d'un État à l'autre. De plus, un enfant doit être citoyen américain, ressortissant américain ou avoir un statut d'immigration qualifié pour être éligible.

## Impact
Une enquête de 2018 sur les recherches existantes a noté que la disponibilité de « la couverture CHIP pour les enfants a conduit à des améliorations de l'accès aux soins de santé et à des améliorations de la santé à la fois à court et à long terme. »
En 2007, des chercheurs de l'Université Brigham Young et de l'État de l'Arizona ont découvert que les enfants qui abandonnent le CHIP coûtent plus cher à l'État parce qu'ils abandonnent les soins de routine pour se tourner vers des situations de soins d'urgence plus fréquentes. La conclusion de l'étude est qu'une tentative de réduction des coûts d'un programme de santé public pourrait créer de fausses économies, car d'autres organisations gouvernementales prennent en charge la note des enfants qui perdent leur couverture d'assurance et ont ensuite besoin de soins.
Dans une analyse réalisée en 2007 par le Congressional Budget Office, les chercheurs ont déterminé que « pour 100 enfants bénéficiant d'une couverture grâce au CHIP, il y a une réduction correspondante de la couverture privée d'entre 25 et 50 enfants ». Le CBO suppose que cela est dû au fait que les programmes publics offrent de meilleurs avantages sociaux à moindre coût aux inscrits que les alternatives privées. Un document d'information du groupe de réflexion libertaire Cato Institute estime que « l'éviction » des assureurs privés par le programme public pourrait atteindre 60 %.

## Renouvellements des autorisations
Le SCHIP a été créé en 1997 sous la forme d'un programme décennal ; pour continuer au-delà de l'exercice fédéral 2007, l'adoption d'un projet de loi de réautorisation était nécessaire. Les deux premiers projets de loi de réautorisation qui seront adoptés par le Congrès élargiraient également la portée du programme ; Le président George W. Bush y a opposé son veto, les considérant comme des expansions inappropriées. Un projet de loi de réautorisation de deux ans a été promulgué par le président en décembre 2007, qui étendrait simplement les services CHIP actuels sans étendre aucune partie du programme. Avec les élections présidentielles et parlementaires de 2008 qui ont donné aux démocrates le contrôle du Bureau Ovale ainsi que des majorités élargies dans les deux chambres du Congrès, le CHIP a été réautorisé et élargi dans le même projet de loi jusqu'à l'exercice 2013.

### La réautorisation de 2007

#### RH 976
En 2007, les deux chambres du Congrès ont adopté une mesure bipartite visant à étendre le programme CHIP, H.R. 976. La mesure aurait étendu la couverture à plus de 4 millions de participants supplémentaires d'ici 2012, tout en supprimant progressivement la plupart des extensions étatiques du programme qui incluent des adultes autres que les femmes enceintes. Le projet de loi prévoyait une augmentation budgétaire sur cinq ans totalisant 35 milliards de dollars, portant les dépenses totales du CHIP à 60 milliards de dollars pour la période de cinq ans. L'opposition au HR 976 s'est concentrée sur l'augmentation de 35 milliards de dollars de l'assurance maladie gouvernementale ainsi que sur les 6,5 milliards de dollars de prestations Medicaid pour les immigrants illégaux. Initialement destiné à fournir une couverture de soins de santé aux enfants à faible revenu, le HR 976 a été critiqué comme un cadeau qui aurait profité aux adultes ainsi qu'aux citoyens non américains. L'expansion du programme aurait dû être financée par une forte augmentation des taxes d'accise fédérales sur les produits du tabac. D'un autre côté, les opposants ont déclaré que cette expansion proposée était destinée aux familles dont les revenus annuels pouvaient atteindre 82 600 $ (400 pour cent du niveau de pauvreté fédéral).
Le 3 octobre 2007, le président Bush a opposé son veto au projet de loi, déclarant qu'il pensait qu'il « fédéraliserait les soins de santé », élargissant ainsi la portée du CHIP beaucoup plus loin que son intention initiale. Le veto était le quatrième de son administration. Après son veto, Bush s'est déclaré ouvert à un compromis qui impliquerait plus que les 5 milliards de dollars initialement budgétisés, mais n'accepterait aucune proposition augmentant considérablement le nombre d'enfants éligibles à la couverture.
Le 18 octobre 2007, la Chambre des représentants a perdu 13 voix (273-156) de la majorité des deux tiers requise pour passer outre au veto du président, bien que 44 républicains se soient joints aux 229 démocrates pour soutenir la mesure.

#### RH 3963
Moins d'une semaine après l'échec du vote d'annulation du veto, la Chambre a adopté un deuxième projet de loi tentant une expansion similaire du CHIP. Selon les démocrates, le deuxième projet de loi, H.R. 3963, a fixé des plafonds plus stricts en matière d'éligibilité aux revenus, a empêché les adultes d'adhérer et a interdit aux enfants d'immigrés illégaux de recevoir des prestations. Cependant, selon ses opposants, cette deuxième expansion proposée s'adressait aux familles dont le revenu annuel pouvait atteindre 62 000 $ (300 pour cent du niveau de pauvreté fédéral). Le Sénat a adopté la mesure le 1er novembre 2007, mais le 12 décembre 2007, Bush a également opposé son veto à ce projet de loi, affirmant qu'il était « essentiellement identique » à la législation précédente, et un vote de la Chambre en janvier 2008 n'a pas réussi à l'annuler. le veto.
Le projet de loi de réautorisation a également changé le nom du programme de « SCHIP » à simplement « CHIP ».

### La réautorisation de 2009
À la suite de l'investiture du président Barack Obama et de l'augmentation des majorités démocrates dans les deux chambres du Congrès, les dirigeants législatifs ont agi rapidement pour sortir de l'impasse politique concernant l'expansion du CHIP. Le 14 janvier 2009, la Chambre a adopté le H.R. 2 par 290 voix contre 138. Le projet de loi autorisait des dépenses et ajoutait 32,8 milliards de dollars pour étendre le programme de couverture maladie afin d'inclure environ 4 millions d'enfants supplémentaires, y compris la couverture des immigrants légaux sans période d'attente pour la première fois. Une augmentation de la taxe sur les cigarettes de 62 cents, portant la taxe totale sur un paquet de cigarettes à 1,01 $, et une augmentation de la taxe sur le tabac à chiquer de 0,195 $/lb. à 0,50 $/livre – ainsi que des augmentations de taxes sur d'autres produits du tabac ont été proposées comme source de financement pour l'expansion du programme. Le 29 janvier, le Sénat a adopté le projet de loi de la Chambre par une marge de 66 voix contre 32, avec deux amendements. La Chambre a accepté la version amendée par 290 voix contre 135, et le président Obama a signé le projet de loi sous le nom de Pub. L.Tooltip Public Law le 4 février 2009.

### Le financement de 2010 via la loi sur la protection des patients et les soins abordables
L'adoption et la signature en 2010 de la loi sur la protection des patients et les soins abordables prévoyaient le financement du CHIP jusqu'en 2015.

### La réautorisation de 2015
En 2015, le Congrès a adopté la Medicare Access and CHIP Reauthorization Act of 2015 (MACRA), et elle a été signée par le président Obama.

### L'expiration de 2017 et la réautorisation de 2018 pour six années supplémentaires
Le CHIP a expiré le 30 septembre 2017. À l'époque, la plupart des États disposaient de fonds suffisants pour maintenir le programme en œuvre pendant plusieurs mois.
Le 18 septembre 2017, les sénateurs Orrin Hatch et Ron Wyden ont présenté la loi Keeping Kids' Insurance Dependable and Secure (KIDS) (projet de loi S.1827), qui financerait le CHIP jusqu'en 2022. Le 3 novembre 2017, la Chambre des représentants a adopté la loi CHAMPION, qui financerait également le CHIP jusqu'en 2022.
Le 22 janvier 2018, le président Trump a signé une loi autorisant de nouveau le CHIP pour six ans. Le projet de loi H.195 (connu sous le nom de Federal Register Printing Savings Act de 2017, y compris la Extension of Continuing Appropriations Act, 2018) a été adopté par la Chambre par 266 voix contre 150 et par le Sénat par 81 voix contre 18. Quinze démocrates du Sénat et 144 démocrates de la Chambre ont voté contre le projet de loi parce qu'ils s'opposaient à la fin d'une fermeture de trois jours du gouvernement sans consacrer légalement le programme DACA pour ce[61rtains immigrants sans papiers.
Le 9 février 2018, le Congrès a adopté la loi budgétaire bipartite de 2018, qui a réautorisé le CHIP pour quatre ans supplémentaires. Le projet de loi a été adopté par 71 voix contre 28 au Sénat et par 240 voix contre 186 à la Chambre des représentants. Le président Trump a signé le projet de loi le même jour, autorisant la prolongation du CHIP jusqu'en 2027.